# Lista dos cinquenta municípios de maior área urbana do Nordeste do Brasil

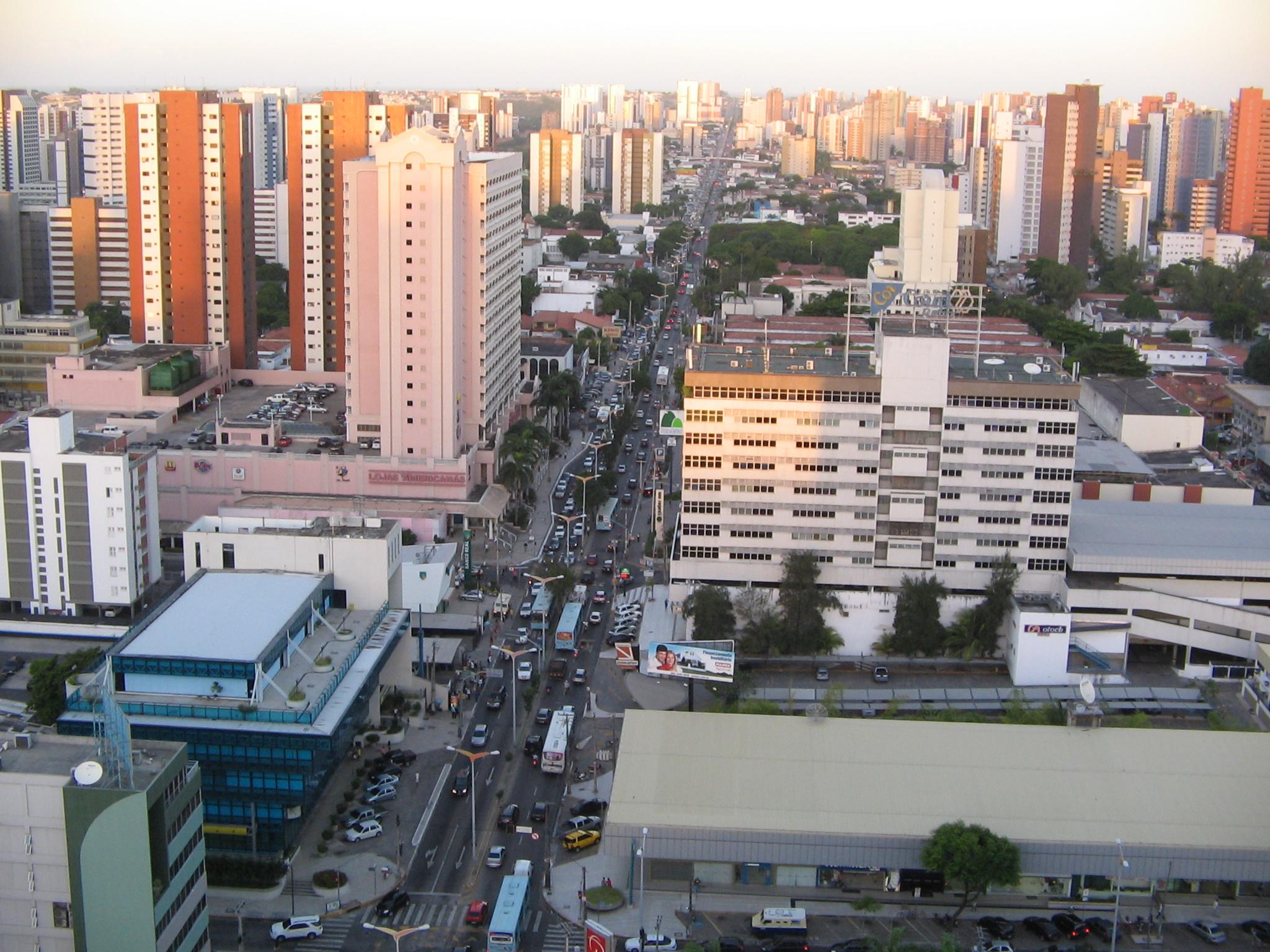
Fortaleza, Ceará

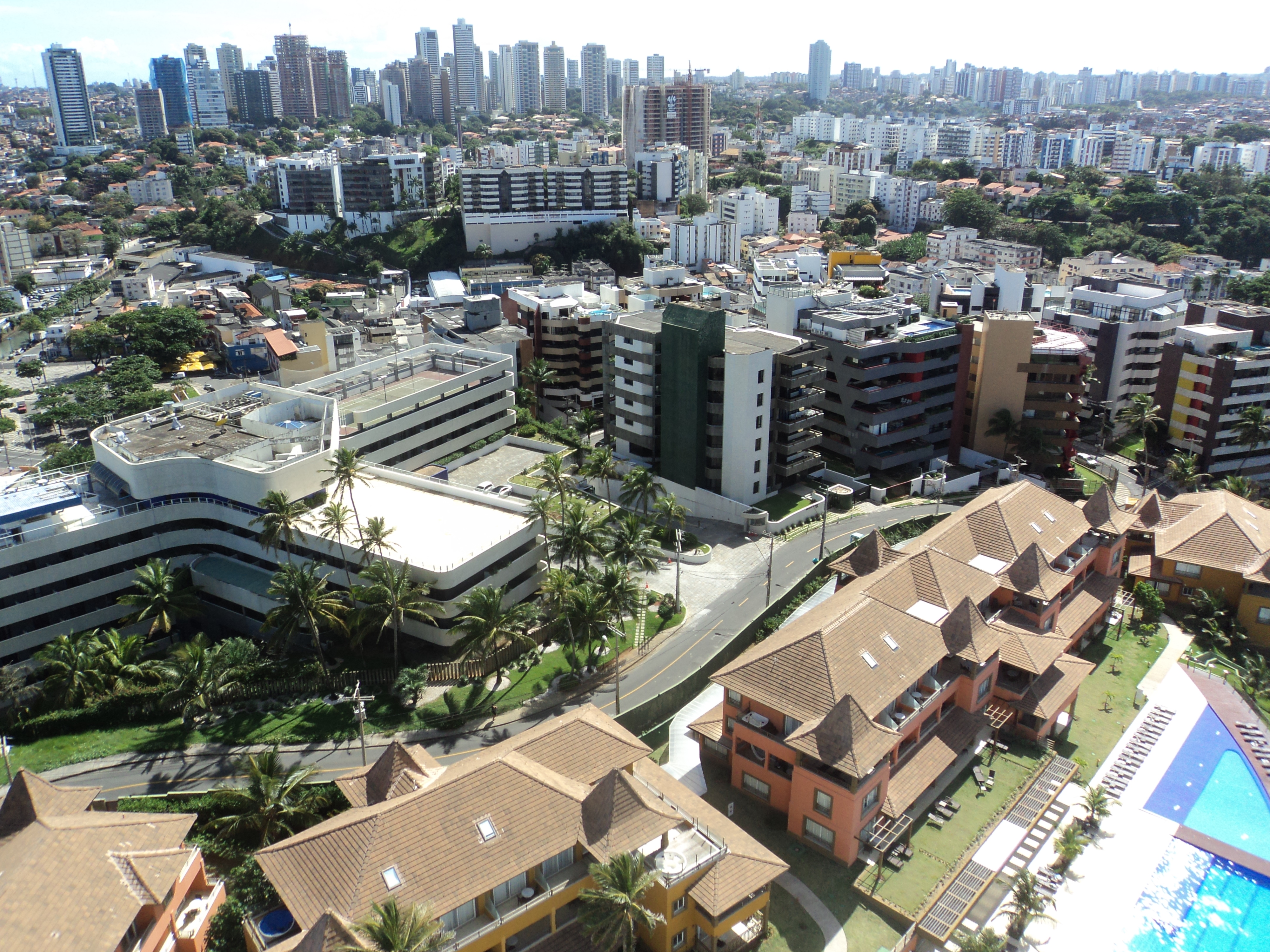
Salvador, Bahia

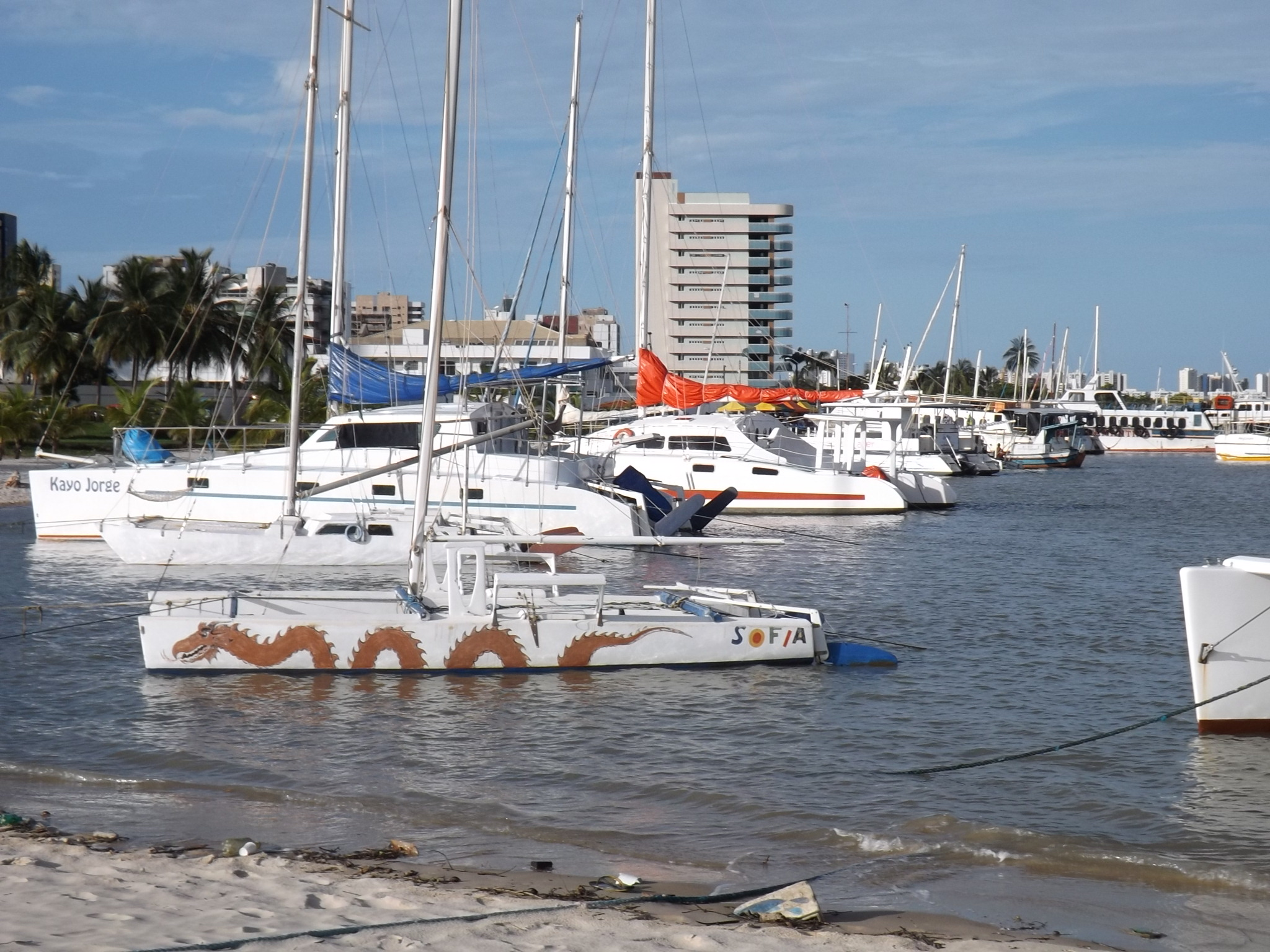
São Luís, Maranhão

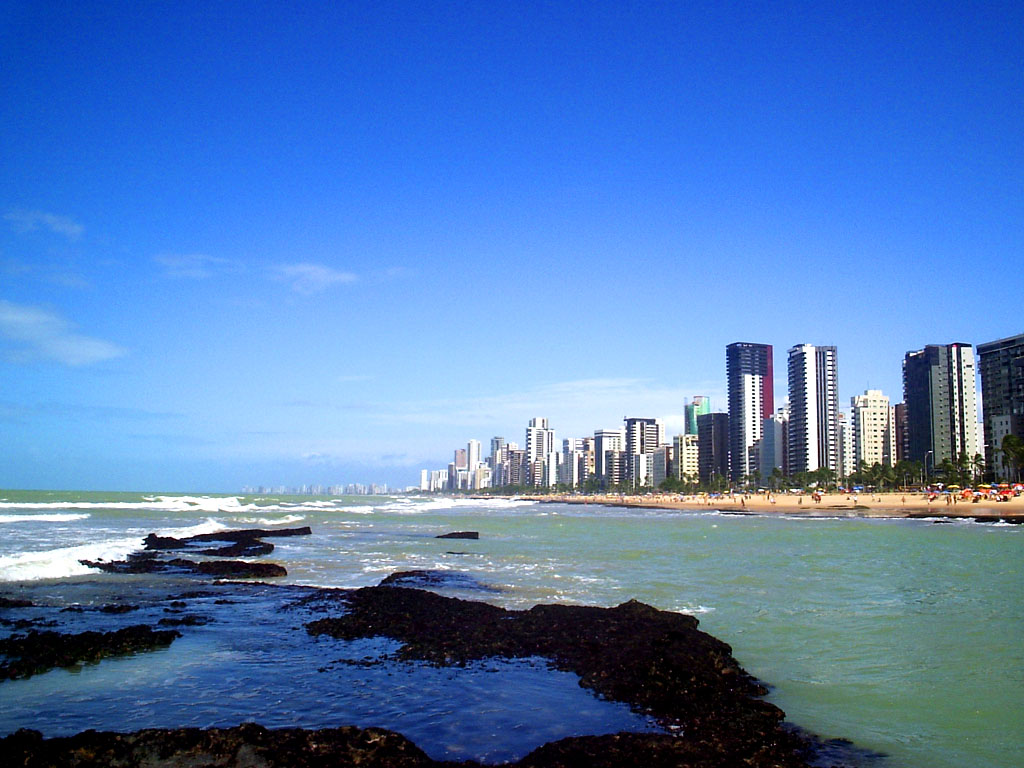
Recife, Pernambuco

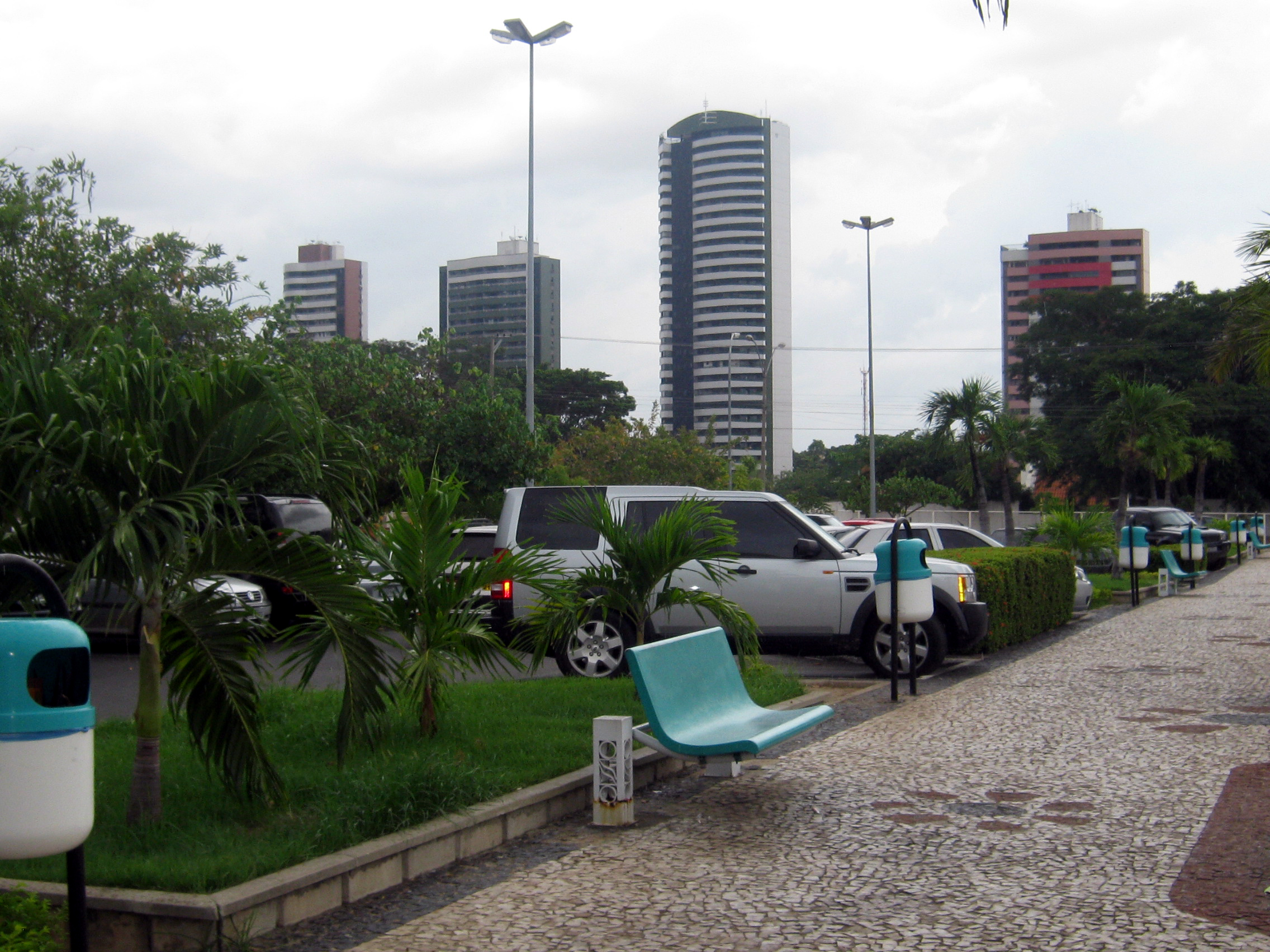
Teresina, Piauí

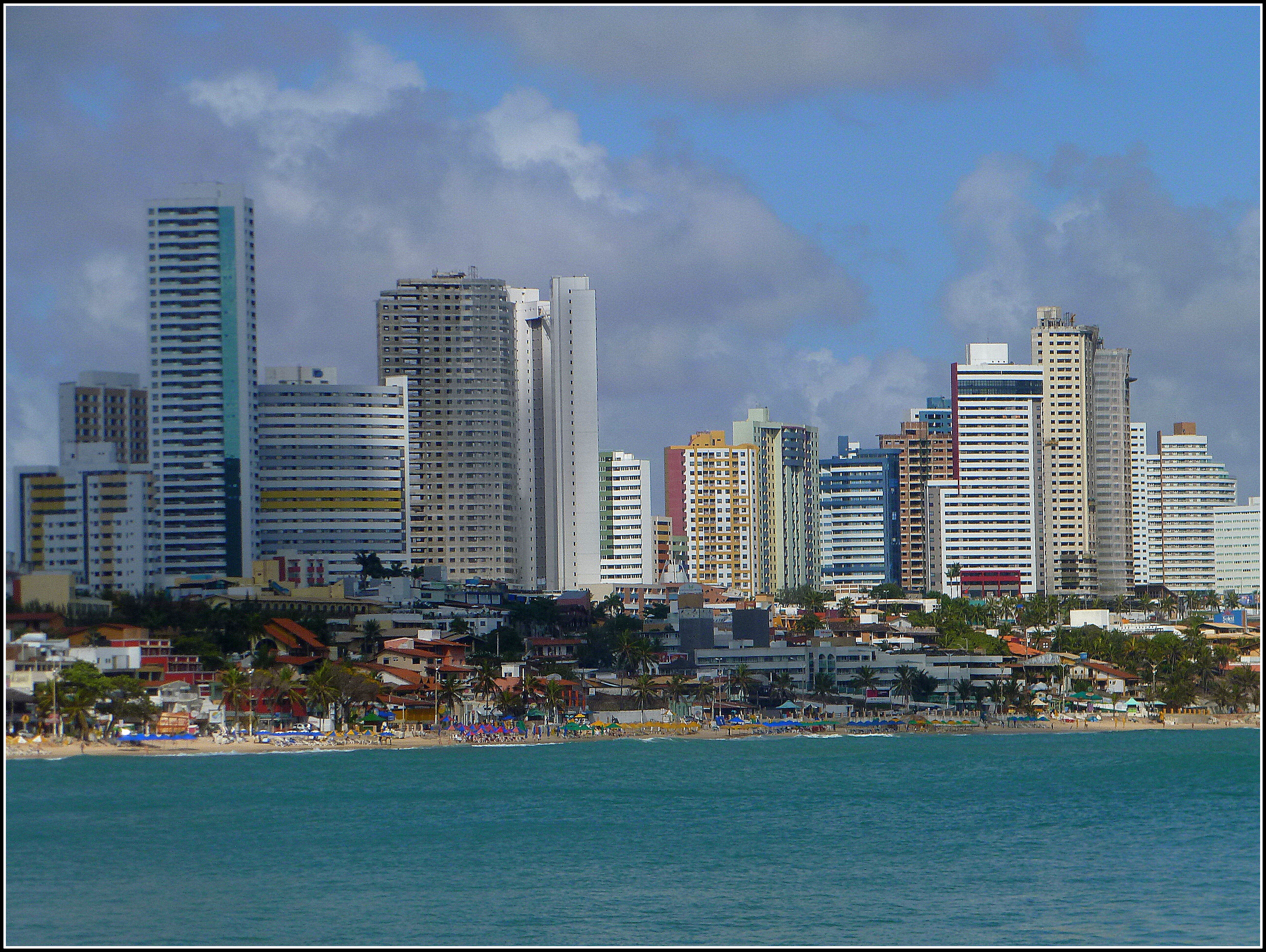
Natal, Rio Grande do Norte

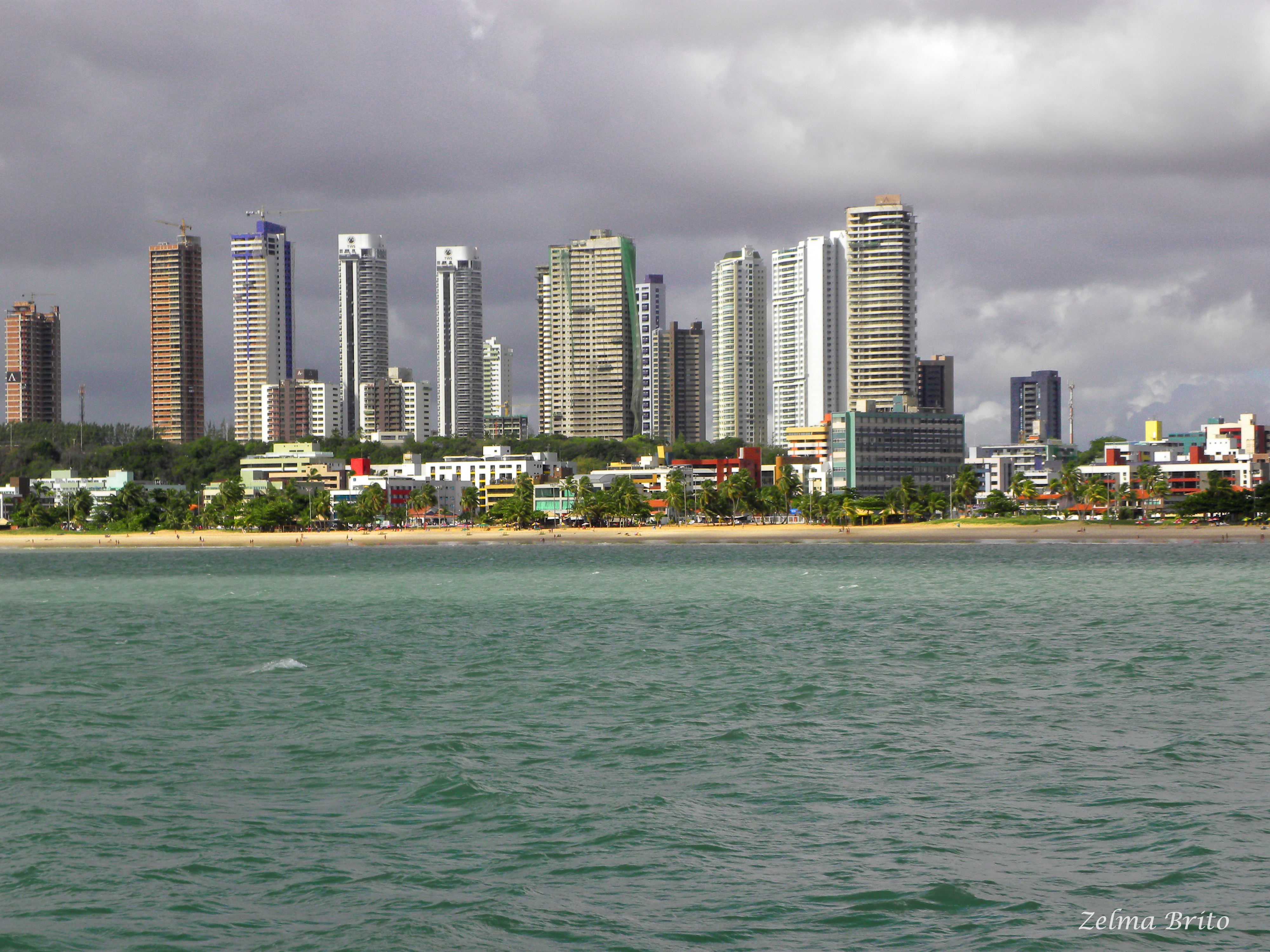
João Pessoa, Paraíba

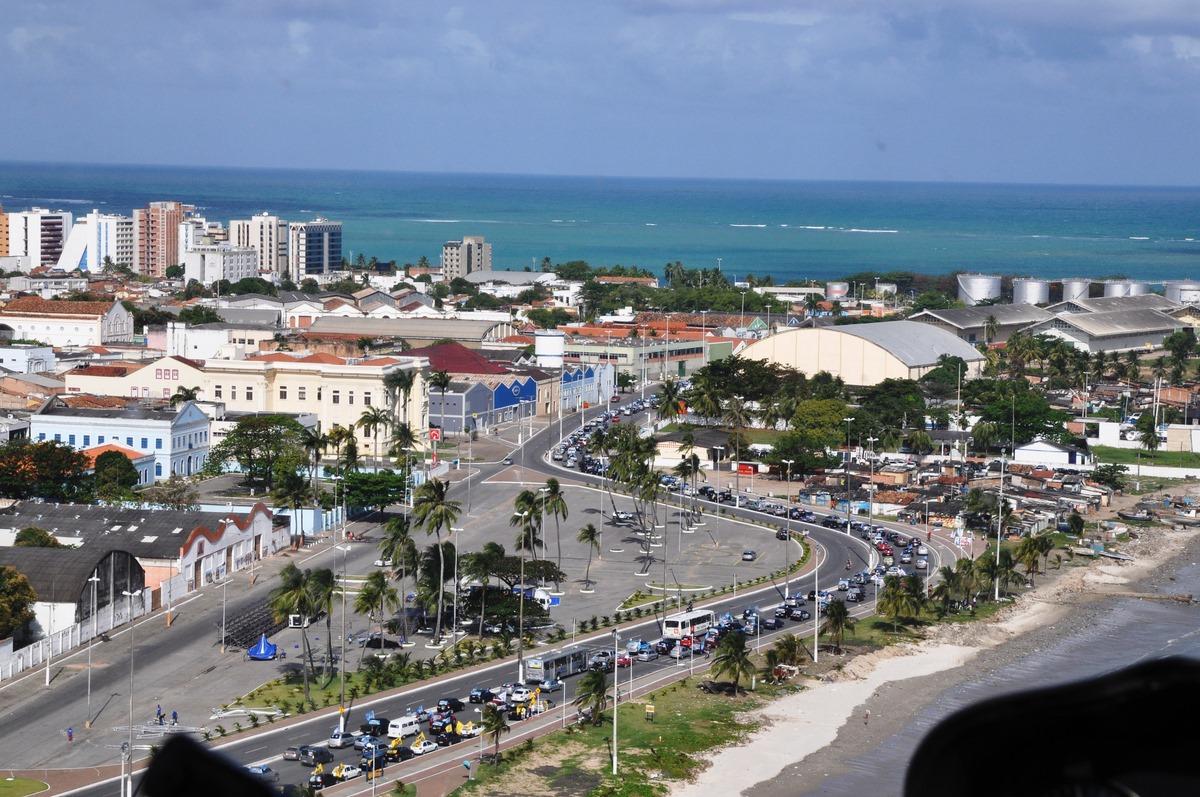
Maceió, Alagoas

Esta é uma lista das cinquenta maiores áreas urbanas do Nordeste do Brasil por município. Áreas inferiores a 5 km² não constam na lista. Povoados, distritos e outras áreas não consideradas como município, mesmo que tenham mais de 5 km², também ficam de fora da lista.
| Posição | Município                  | Estado              | Área urbana (km²) |
| ------- | -------------------------- | ------------------- | ----------------- |
| 1º      | Fortaleza                  | Ceará               | 193,4             |
| 2º      | Salvador                   | Bahia               | 159,3             |
| 3º      | São Luís                   | Maranhão            | 157,5             |
| 4º      | Recife                     | Pernambuco          | 121,6             |
| 5º      | Teresina                   | Piauí               | 111,7             |
| 6º      | Natal                      | Rio Grande do Norte | 108,5             |
| 7º      | João Pessoa                | Paraíba             | 93,2              |
| 8º      | Maceió                     | Alagoas             | 87,9              |
| 9º      | Feira de Santana           | Bahia               | 77,9              |
| 10º     | Aracaju                    | Sergipe             | 48,1              |
| 11º     | São José de Ribamar        | Maranhão            | 45,2              |
| 12º     | Campina Grande             | Paraíba             | 42,9              |
| 13º     | Olinda                     | Pernambuco          | 29                |
| 14º     | Paço do Lumiar             | Maranhão            | 26,9              |
| 15º     | Barreiras                  | Bahia               | 25,3              |
| 16º     | Petrolina                  | Pernambuco          | 24,4              |
| 17º     | Vitória da Conquista       | Bahia               | 24                |
| 18º     | Jaboatão dos Guararapes    | Pernambuco          | 23,6              |
| 19º     | Parnamirim                 | Rio Grande do Norte | 19,7              |
| 20º     | Paulista                   | Pernambuco          | 16,9              |
| 21º     | Caruaru                    | Pernambuco          | 16,6              |
| 22º     | Cabedelo                   | Paraíba             | 15,4              |
| 23º     | Imperatriz                 | Maranhão            | 15,4              |
| 24º     | Piracuruca                 | Piauí               | 15,3              |
| 25º     | Maracanaú                  | Ceará               | 13,8              |
| 26º     | Juazeiro do Norte          | Ceará               | 13,7              |
| 27º     | Mossoró                    | Rio Grande do Norte | 11,5              |
| 28º     | Timon                      | Maranhão            | 11,5              |
| 29º     | Caucaia                    | Ceará               | 9,9               |
| 30º     | Lauro de Freitas           | Bahia               | 9,2               |
| 31º     | Itabuna                    | Bahia               | 9                 |
| 32º     | Arapiraca                  | Alagoas             | 8,6               |
| 33º     | Santa Quitéria do Maranhão | Maranhão            | 7,8               |
| 34º     | Cabo de Santo Agostinho    | Pernambuco          | 7,6               |
| 35º     | Sobral                     | Ceará               | 7,6               |
| 36º     | Juazeiro                   | Bahia               | 7,5               |
| 37º     | Camaragibe                 | Pernambuco          | 7,3               |
| 38º     | Crateús                    | Ceará               | 7,1               |
| 39º     | Garanhuns                  | Pernambuco          | 7,1               |
| 40º     | Parnaíba                   | Piauí               | 7,1               |
| 41º     | Caxias                     | Maranhão            | 6,8               |
| 42º     | Salgueiro                  | Pernambuco          | 6,7               |
| 43º     | Ilhéus                     | Bahia               | 6,6               |
| 44º     | Balsas                     | Maranhão            | 6,1               |
| 45º     | Arcoverde                  | Pernambuco          | 6,1               |
| 46º     | Estreito                   | Maranhão            | 5,7               |
| 47º     | José de Freitas            | Piauí               | 5,7               |
| 48º     | Santa Rita                 | Paraíba             | 5,7               |
| 49º     | Vitória de Santo Antão     | Pernambuco          | 5,7               |
| 50º     | Coroatá                    | Maranhão            | 5,1               |